# Raymond Recrosio
Raymond Recrosio, francisation de Raimondo Recrosio, né le 18 octobre 1657 à Verceil et mort le 21 mai 1732) à Nice, est un ecclésiastique qui fut évêque de Nice de 1727 à 1732.

## Biographie
Raymond Recrosio est originaire de Verceil dans le Piémont. Il intègre l'ordre des Barnabites ; d'abord diacre en mars 1680, il est ordonné prêtre en septembre. Du fait d'un différend entre les États de Savoie et la cour pontificale, le diocèse de Nice est vacant depuis 21 ans lorsque Raymond Recrosio est nommé évêque en 1727 avec l'agrément de Victor-Amédée II de Savoie. Il est confirmé le 30 juillet et envoyé immédiatement siéger au « concile d'Embrun » qui condamne Jean Soanen. C'est là qu'il est consacré le 21 septembre suivant par l'archevêque d'Embrun en présence des autres pères participants. Revenu à Nice, il y meurt cinq ans après, le 21 mai 1732, en odeur de sainteté.